# Choreutis equatoris
Choreutis equatoris là một loài bướm đêm thuộc họ Choreutidae. Loài này có ở Cộng hòa Congo.